# What´s My Name
What´s My Name je studiové album zpěvačky Dary Rolins, které vyšlo 18. března 2001 hudebního vydavatelství Sony BMG. Na albu se producentsky podílel Jan Kleník z Ohm Square a jednou skladbou přispěl také frontman skupiny Monkey Business - Roman Holý.

## Seznam skladeb
1. Na teba sa dívam (3:53)
2. Rush (5:08)
3. Ležím na tráve (4:08)
4. Give Me Back (4:29)
5. Feeling Free (5:04)
6. Solid (4:37)
7. Jako motýli (5:26)
8. 2much 4love (4:08)
9. Working All Day (3:24)
10. What`s My Name (5:00)
11. Tossing And Turning (5:18)
12. Hold On 2me (4:08)
13. Tell Me (4:53)